# Lorenzo Giuntini
Andrew Lawrence (“Lorenzo”) Giuntini (Cheltenham, 1843 circa – Londra, 29 dicembre 1920) è stato uno stuccatore inglese.

## Biografia
Suo padre Andrea era emigrato in giovane età dall'Italia ed aveva sposato Mary Woulds nel 1839, a Lincoln. Giuntini seguì le orme paterne e divenne, come pure i suoi fratelli e figli, uno stuccatore professionista presso la ditta Brucciani a Covent Garden.
Sposò Susannah Louisa Barnett nel settembre del 1866 a Frome, Somerset ed ebbe 8 figli. Morì a Londra nel 1920.
Viene principalmente ricordato in quanto partecipò ad alcune missioni archeologiche, nel corso delle quali fece stampi in gesso di bassorilievi appena scoperti. Di queste spedizioni vanno menzionate:
- nel 1883 e nel 1885 a Quiriguá (Guatemala) e Copán (Honduras) con Alfred Maudslay;
- nel 1892 a Persepoli con Herbert Weld-Blundell.

Alcuni gessi prodotti da Lorenzo Giuntini sono conservati presso il British Museum.